# 干城站
24°08′27″N 120°41′15″E / 24.14083°N 120.68750°E
干城，又稱干城站或干城車站，是一個位於臺中市中區雙十路上的市公車、公路客運、國道客運站點名稱。

## 位置描述
位於臺灣臺中市中區與東區區界的雙十路一段上，從自由路口到光復路口，約250公尺的路段，介於臺中火車站與臺中公園之間。

## 地名起源
一說為干城站原為軍營，故取此名。臺中另有眷村干城六村。另一說為日治時期今鐵路路線以北、雙十路以東的地區皆被劃入「干城町」，是軍隊練兵場及分屯大隊所在地。

## 歷史
1972年3月至1981年6月，臺灣省政府於干城成立「臺灣省政府干城辦公區」。
1975年，黎明新村完工落成後，臺灣省政府各機關在臺中干城辦公區以及所屬的員工眷舍一併遷往，空出來的土地重新加以整建公開出售，臺中市政府將此地辦理重劃為「臺中市第六期干城重劃區」。
1977年（民國66年），行政院核定「高速公路營運方案」，由臺灣省政府投資新臺幣13億元，購買長途客車，興建三處客運總站，於南北高速公路全線通車後開始營運。其中臺中市總站設在干城營區空地，並將臺灣省公路局原有客運業務全部劃分出來成立臺灣汽車客運公司（臺汽客運），總公司設在臺中市干城營區
2001年7月，國光客運開始承攬臺汽客運的載客業務。現今，干城是臺中市重要交通轉運中心之一，亦成為目前停靠最多路線的臺中市公車站，同時也是國光客運的終點站與停車場。

## 未來計畫
因應臺中車站高架化後進行的臺中大車站計畫，以及臺中市中區再造的原故，週邊交通動線將有所改變，干城地區將設置城際客運轉運站，並與臺中市公車轉運站、捷運藍線、臺中車站串連成為大臺中地區最重要的交通樞紐。

## 路線

### 臺中市公車
- 干城站（編號：0402）[7]
- 本表更新時間為2021年12月1日。

| 編號  | 業者                       | 路線名稱                                                                  | 備註                                                                                       |
| 1     | 中台灣客運                 | 臺中刑務所演武場－中臺科技大學                                            | 中臺科技大學端點為中臺科技大學校區                                                         |
| 5     | 全航客運                   | 臺中車站－僑光科技大學                                                    | 單邊設站，往僑光科技大學方向 僑光科技大學端點為文修停車場                                  |
| 6     | 台中客運                   | 干城站－忠義里                                                            | －                                                                                         |
| 7     | 東南客運                   | 臺中一中－長億高中                                                        | 長億高中端點為永成公園（永富街）                                                           |
| 12    | 豐原客運 台中客運 全航客運 | 明德高中－豐原高中                                                        | 豐原高中端點為豐原鎮清宮                                                                   |
| 14    | 台中客運                   | 干城站－舊庄                                                                | 部分班次延駛南清宮 直行昌平路，經社口                                                      |
| 14副  | 台中客運                   | 干城站－神岡區公所                                                        | 部分班次延駛大圳厚生路口 經大富路、大雅                                                    |
| 20    | 中台灣客運                 | 干城站－潭子車站                                                          | 經慈濟醫院                                                                                 |
| 20區  | 中台灣客運                 | 干城站→東山高中（太原路）                                                 | 單向行駛，例假日及寒暑假停駛                                                               |
| 21    | 中鹿客運                   | 臺中刑務所演武場－貴城山莊                                                | 貴城山莊端點為三貴城                                                                       |
| 21延1 | 中鹿客運                   | 臺中刑務所演武場－民德橋                                                  | 平日部分班次繞駛至東山高中 例假日及寒暑假停駛                                              |
| 21延2 | 中鹿客運                   | 臺中刑務所演武場－中興嶺                                                  | －                                                                                         |
| 25    | 中台灣客運                 | 忠信國小－僑光科技大學                                                    | 僑光科技大學端點為文修停車場                                                               |
| 29    | 台中客運                   | 臺中監獄－第一廣場－臺中監獄                                              | 單循環路線 單邊設站，往第一廣場方向 經嶺東科技大學、黎明新村、逢甲商圈、文華高中、臺中二中 |
| 30    | 仁友客運                   | 中台新村－第一廣場－中台新村                                              | 單循環路線 單邊設站，往第一廣場方向 經南屯路、嶺東科技大學                                 |
| 32    | 仁友客運                   | 大鵬新城－旱溪東東英五街口                                                | 旱溪東東英五街口端點為東英二街長福路口                                                     |
| 33    | 台中客運                   | 僑光科技大學－高鐵臺中站                                                  | 僑光科技大學端點為文修停車場 經文心路、進化路                                              |
| 35    | 台中客運                   | 南區公所－僑光科技大學                                                    | 僑光科技大學端點為文修停車場                                                               |
| 37    | 中台灣客運                 | 橫山－高鐵臺中站                                                          | －                                                                                         |
| 40    | 中鹿客運                   | 干城站－中台新村                                                          | 單邊設站，往第一廣場方向                                                                   |
| 45    | 中鹿客運                   | 中科管理局－第一廣場－中科管理局                                          | 單循環路線 單邊設站，往第一廣場方向                                                        |
| 45區  | 中鹿客運                   | 區1：中科管理局－第一廣場 區2：第一廣場－中科管理局                       | 單邊設站，往第一廣場方向 平日及暑期輔導延駛至中科實驗高中（平和路）                        |
| 45延  | 中鹿客運                   | 中科實驗高中（平和路）－第一廣場－中科實驗高中（平和路）                  | 單循環路線 單邊設站，往第一廣場方向                                                        |
| 45延1 | 中鹿客運                   | 中科實驗高中（平和路）－干城站－中科實驗高中（平和路）                    | 單邊設站，往第一廣場方向                                                                   |
| 50    | 統聯客運                   | 國光霧峰線（文英兒童公園－921地震教育園區）                               | 經國光路、光復新村圓環                                                                     |
| 52    | 中鹿客運                   | 忠明進化建成線（中興大學－臺中車站－中興大學）                            | 左環先抵達興大美村路口，右環先抵達國光國小                                                 |
| 55    | 豐原客運                   | 北屯豐原線（地方法院－豐原）                                              | 地方法院端點為光明國中（貴和街）                                                           |
| 56    | 統聯客運                   | 五權幹線（干城站－新烏日車站）                                            | 經嶺東科技大學                                                                             |
| 58    | 全航客運                   | 崇德幹線（大慶活動中心－潭子勝利運動公園）                                | 潭子端點為甘蔗里活動中心 直行崇德路，不經大富路、大豐路                                    |
| 58副  | 全航客運                   | 大慶活動中心－潭子勝利運動公園                                            | 潭子端點為甘蔗里活動中心 經大富路、大豐路                                                  |
| 58區1 | 全航客運                   | 區1：北屯區行政大樓→大慶活動中心 區2：明德高中（明德街）→潭子勝利運動公園 | 例假日及寒暑假停駛                                                                         |
| 59    | 統聯客運                   | 捷運松竹站－舊正                                                          | 部分班次延駛舊正社區停車場                                                                 |
| 61    | 統聯客運                   | 太平－臺中車站－大雅                                                      | 單邊設站，往太平方向 太平端點為新光里（新福路），大雅端點為西寶里                          |
| 65    | 全航客運                   | 南區公所－潭雅神綠園道                                                    | 部分班次繞駛四張犁                                                                         |
| 65延  | 全航客運                   | 南區公所－潭雅神綠園道－大富路98巷口                                      | －                                                                                         |
| 67    | 中鹿客運                   | 秀泰影城－臺中區監理所（遊園路）                                          | 部分班次繞經雙十國中、力行國小                                                             |
| 71    | 台中客運                   | 臺中洲際棒球場－植物園                                                    | －                                                                                         |
| 73    | 統聯客運                   | 統聯轉運站－文英兒童公園                                                  | －                                                                                         |
| 75    | 統聯客運                   | 臺中榮總－吉星社區                                                        | 臺中榮總端點為榮總宿舍                                                                     |
| 75區1 | 統聯客運                   | 臺中女中→吉星社區                                                         | 單向行駛，往吉星社區方向 例假日及寒暑假停駛                                                |
| 81    | 統聯客運                   | 統聯轉運站－臺中車站－太平                                                | 單邊設站，往太平方向 太平端點為太原六號橋（太原路）                                        |
| 102   | 台中客運                   | 干城站－沙鹿                                                              | 沙鹿端點為第一銀行（沙鹿分行）                                                             |
| 105   | 中鹿客運                   | 四張犁－龍井                                                              | 單邊設站，往龍井方向 四張犁端點為四張犁國小，龍井端點為龍山國小（山腳里）                  |
| 131   | 台中客運                   | 北屯區行政大樓－朝陽科技大學                                              | 經大里區塗城路                                                                             |
| 158   | 全航客運                   | 高鐵臺中站－朝陽科技大學                                                  | 經臺中車站、大里區中興路、仁化路 與台中客運營運相同起訖站的133路為不同路權                 |
| 202   | 豐原客運                   | 豐富公園－樹德路－慈濟醫院－豐原                                          | 豐富公園端點為愛心家園醫務室                                                               |
| 203   | 豐原客運                   | 豐富公園－慈濟醫院－新田－豐原                                            | 豐富公園端點為愛心家園醫務室                                                               |
| 270   | 豐原客運                   | 豐富公園－大南－東勢                                                      | 豐富公園端點為愛心家園醫務室                                                               |
| 271   | 豐原客運                   | 豐富公園－東興－東勢                                                      | 豐富公園端點為愛心家園醫務室                                                               |
| 276   | 豐原客運                   | 豐富公園－興中山莊－東勢                                                  | 豐富公園端點為愛心家園醫務室                                                               |
| 277   | 豐原客運                   | 豐富公園－復盛里－東勢                                                    | 豐富公園端點為愛心家園醫務室                                                               |
| 280   | 豐原客運                   | 臺中二中－修平科技大學                                                    | －                                                                                         |
| 281   | 中台灣客運                 | 臺中車站－霧峰農工                                                        | 臺中車站端點為干城站 經大里農會、烏日區喀哩                                                |
| 281副 | 中台灣客運                 | 臺中車站－霧峰農工                                                        | 臺中車站端點為干城站 經明道中學、新烏日車站                                                |
| 286   | 豐原客運                   | 臺中二中－崁頂                                                            | 經車籠埔                                                                                   |
| 288   | 豐原客運                   | 臺中二中－茅埔                                                            | 茅埔端點為天圓彌勒院                                                                       |
| 289   | 豐原客運                   | 臺中二中－東平社區                                                        | －                                                                                         |
| 290   | 台中客運                   | 干城站－童綜合醫院（梧棲院區）                                            | 部分班次繞駛南寮里                                                                         |
| 301   | 統聯客運                   | 靜宜大學－新民高中                                                        | 行駛於公車專用道 原86路日間 與326路所屬路權不同                                            |
| 302   | 中台灣客運                 | 臺中國際機場－臺中公園                                                    | 行駛於公車專用道 原2013年時期150路                                                         |
| 303   | 統聯客運                   | 港區藝術中心－新民高中                                                    | 行駛於公車專用道 經清水區鰲峰路 由原藍12路與原83路整併                                     |
| 304   | 台中客運                   | 新民高中－港區藝術中心                                                    | 行駛於公車專用道 經清水區五權路 由原藍7路與原88路整併                                      |
| 307   | 台中客運                   | 新民高中－梧棲觀光漁港                                                    | 行駛於公車專用道 原57路                                                                    |
| 308   | 統聯客運                   | 關連工業區－新民高中                                                      | 關連工業區端點為自立一街口 行駛於公車專用道 原87路                                         |
| 326   | 統聯客運                   | 靜宜大學－新民高中                                                        | 行駛於臺灣大道慢車道 原86路夜間 與301路所屬路權不同                                        |

### 公路客運
（以下為2022年之資料）
全航客運臺中總站（干城站）
- 【6268】：臺中─埔里（地理中心碑）
- 【6268A】：臺中─埔里（地理中心碑）[經中投公路]
- 【6268B】：臺中─埔里（地理中心碑）[延駛逢甲大學、鯉魚潭]
- 【6268F】：臺中─埔里（地理中心碑）[經國道6號]
- 【6268G】：臺中─埔里（地理中心碑）[繞駛新庄里]

#### 總達客運干城站[9]
- 【6322】：臺中─南崗─水里[10][11]
- 【6333】：臺中─中興─水[12]
- 【6333A】：臺中─中興─水[經國道3號][13][14]
- 【6333B】：臺中─中興─水[經高鐵臺中站]

#### 南投客運臺中干城站[15]
- 【6670】：臺中─高鐵臺中站─草屯─埔里─日月潭

#### 員林客運臺中干城站[16][17]
- 【6735】：臺中─二水（經彰化、員林）
- 【6736】：臺中─二林（經彰化）
- 【6737】：臺中─西港（經高鐵、彰化、溪湖、二林）
- 【6737A】：臺中─西港（經國道、高鐵、溪湖、二林、麥寮長庚醫院）
- 【6738】：臺中─王功（經高鐵、彰化、溪湖、二林）
- 【6738A】：臺中─王功（經高鐵、國道、溪湖、二林）
- 【6738C】：臺中─王功（經二林）[縮駛高鐵臺中站]
- 【6738D】：臺中─王功（經二林）[縮駛高鐵臺中站]
- 【6742】：臺中─竹山（經南投、草屯）
- 【6882】：臺中─西螺（經臺一線、高鐵）

#### 彰化客運臺中乘車處（臺中干城）[18]
- 【6933】：臺中─高鐵台中站─彰化─鹿港[19]
- 【6933A】：高鐵台中站─彰化─鹿港
- 【6935】：臺中─彰化─水尾[20]

#### 國道路客運路線
- 【9018】：台中車站(東站)-朝馬-鹿港鎮公所(員林客運干城站前搭車)

#### 聯營公路客運路線
- 【6871】：臺中─杉林溪（經南投、鹿谷）(台中客運、員林客運、杉林溪遊樂事業聯營)
- 【6883】：臺中─溪頭[經高鐵臺中站][台灣好行溪頭線](南投客運、員林客運、彰化客運[21]聯營)
- 【6883A】：臺中─溪頭[經高鐵臺中站][高鐵臺中站至溪頭][台灣好行溪頭線](南投客運、員林客運、彰化客運聯營)
- 【6883B】：臺中─溪頭[經高鐵臺中站][高鐵臺中站至溪頭][台灣好行溪頭線](南投客運、員林客運、彰化客運聯營)
- 【6899】：臺中─埔里(台中客運)
- 【6899A】：臺中─埔里[經中投公路](台中客運、南投客運聯營)
- 【6899D】：臺中─埔里[經國道6號](台中客運、南投客運聯營)

## 相關連結
- 玩臺中 （页面存档备份，存于）
- 干城 - Google地圖
- 干城 - Google地圖
- 彰化客運臺中站 - Google地圖
- 溪頭線 - 臺灣好行官方網站 （页面存档备份，存于）
- 日月潭線 - 臺灣好行官方網站 （页面存档备份，存于）
- 搭乘火車 - 清境旅遊資訊網--清境農場交通資訊 （页面存档备份，存于）